# Jean-Baptiste Senaillé
Jean-Baptiste Senaillé (Parigi, 23 novembre 1687 – Parigi, 15 ottobre 1730) è stato un violinista francese.

## Biografia
Il padre di Jean-Baptiste Senaillé, Jean Senaillé, fu anche lui un musicista e suonò nell'orchestra di corte di Luigi XIV.
Jean-Baptiste Senaillé fu uno dei primi violinisti francesi ad adottare la tecnica e lo stile della scuola italiana.
Ha studiato musica sotto la guida di Jean-Baptiste Anet e di Giovanni Antonio Piani. 
All'età di vent'anni era già noto come virtuoso, e accrebbe la sua fama grazie alla pubblicazione del suo primo lavoro, una raccolta di Sonates françaises per basso e violino.
Intorno al 1717,  si trasferì in Italia, alla corte del duca di Modena, dove ebbe modo di incontrare Tomaso Antonio Vitali, dal quale ricevette qualche lezione di musica.
Il suo giovevole soggiorno italiano durò circa due anni.
Rientrato in Francia, entrò nella orchestra di corte nel 1720, facendo parte dei celebri "24 violons du Roi", e proseguendo inoltre a comporre musica per violino.
Ha unito lo stile francese, caratterizzato dalla grazia melodica, dalla partitura virtuosistica e dalla predilezione per i ritmi di danza, con le regole italiane della sonata barocca e del contrappunto.
I cinque libri di Sonates à violon seul avec le basse continue, pubblicate negli anni venti del Settecento, rappresentano l'insieme delle sue opere, circa cinquanta sonate per violino.
È soprattutto noto per un movimento veloce di 2/4 di una di queste sonate, "Allegro Spiritoso", che ha avuto versioni pubblicate trascritte per un'ampia varietà di strumenti, dal violoncello al fagotto.

## Opere principali
- Allegro Spiritoso, arrangiamenti vari (movimento finale di una sonata per violino);
- Sonata per violino & continuo, n. 6 in Sol minore;
- Sonata per violino & continuo, n. 5 in Sol minore;
- Sonata per violino & continuo, n. 9;
- Sonata per violino & continuo, n. 1 in Re;
- Sonata per violino & continuo, n. 2;
- Sonata per violino & continuo, n. 3;
- Sonata per violino & continuo, n. 4;